# تنظیم دعوت اسلامی افغانستان

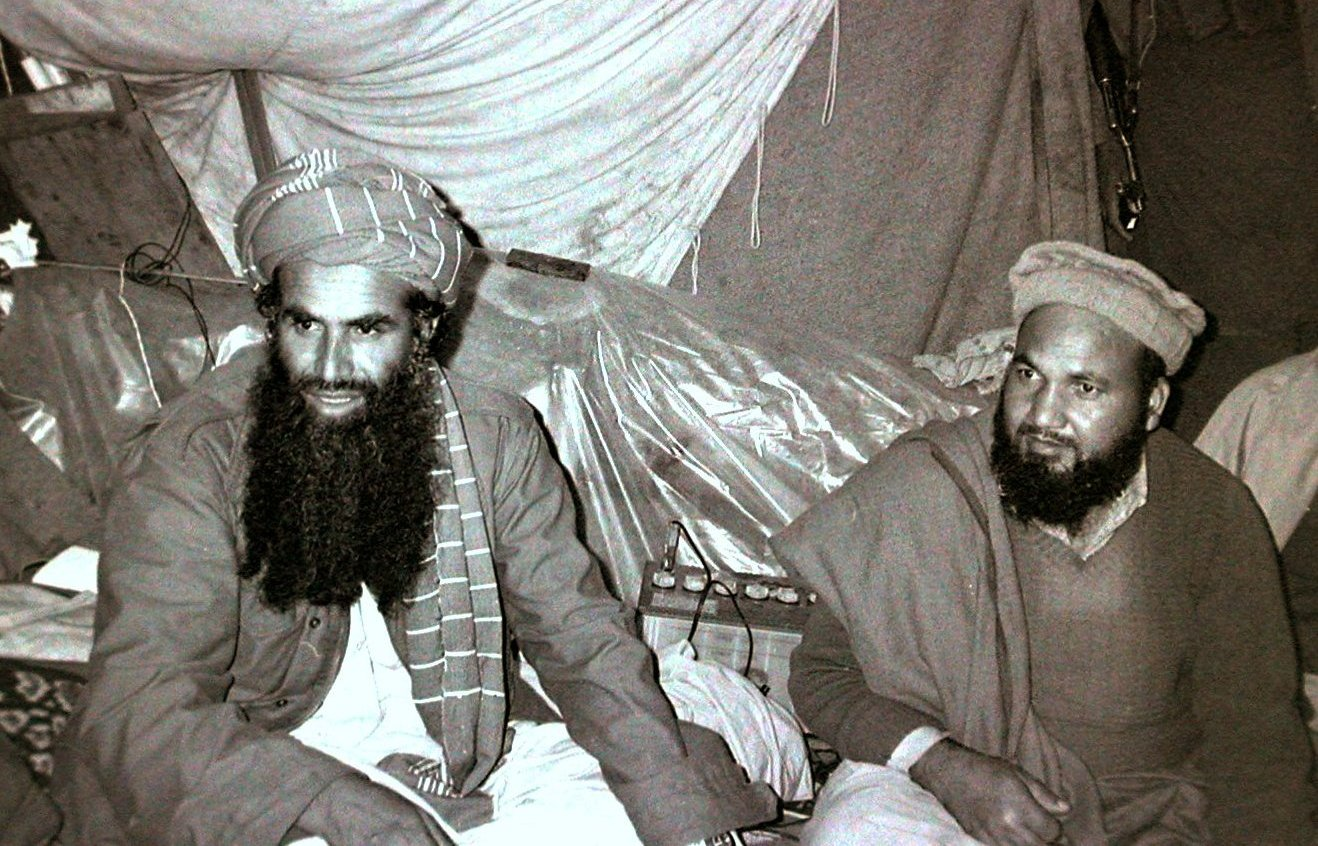
سیاف (چپ) و یکی از فرماندهان ارشدش، پاییز ۱۳۶۳ در قریه جاجی پکتیا

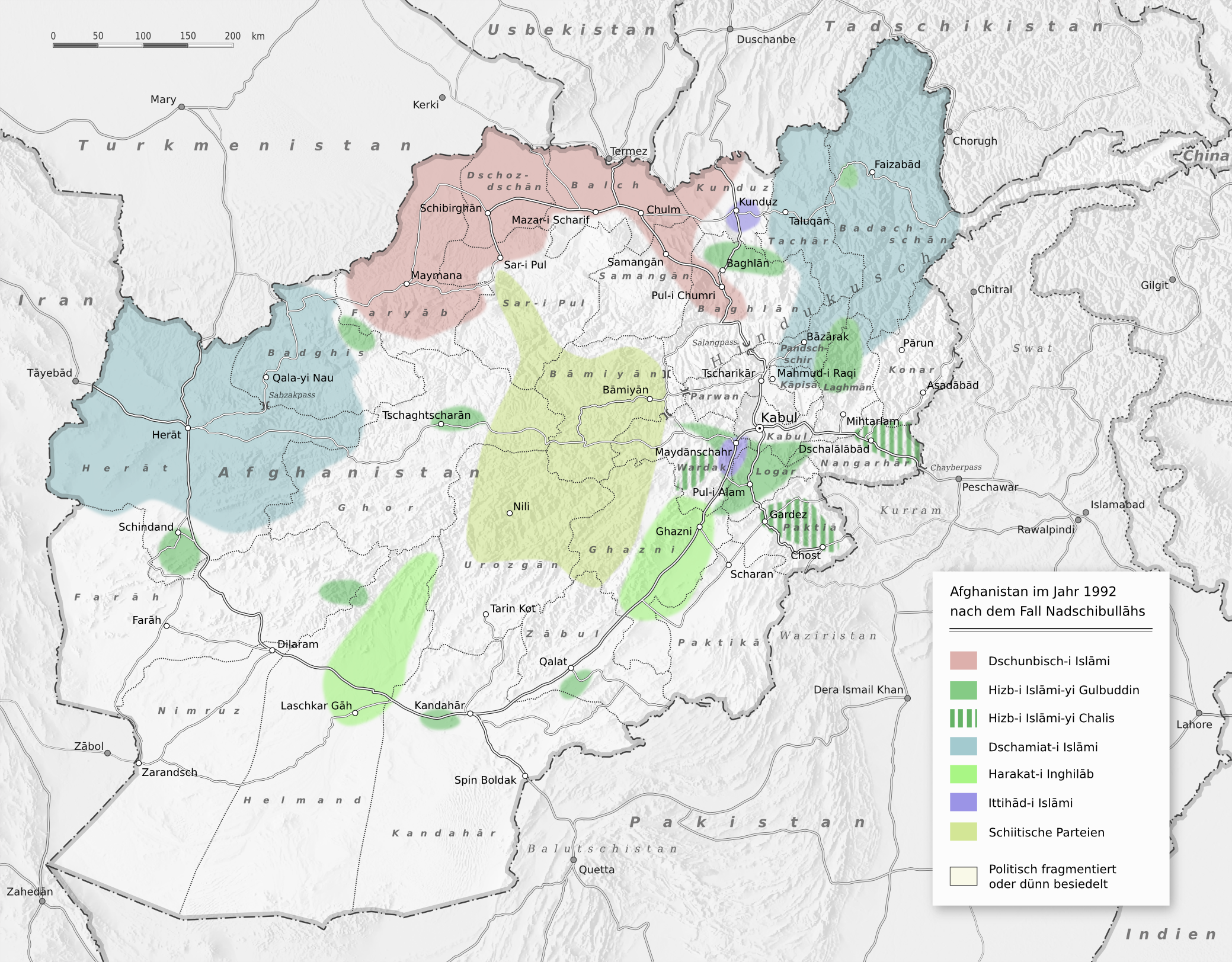
افغانستان در سال ۱۳۷۱. بنفش (غرب کابل): در کنترل سیاف

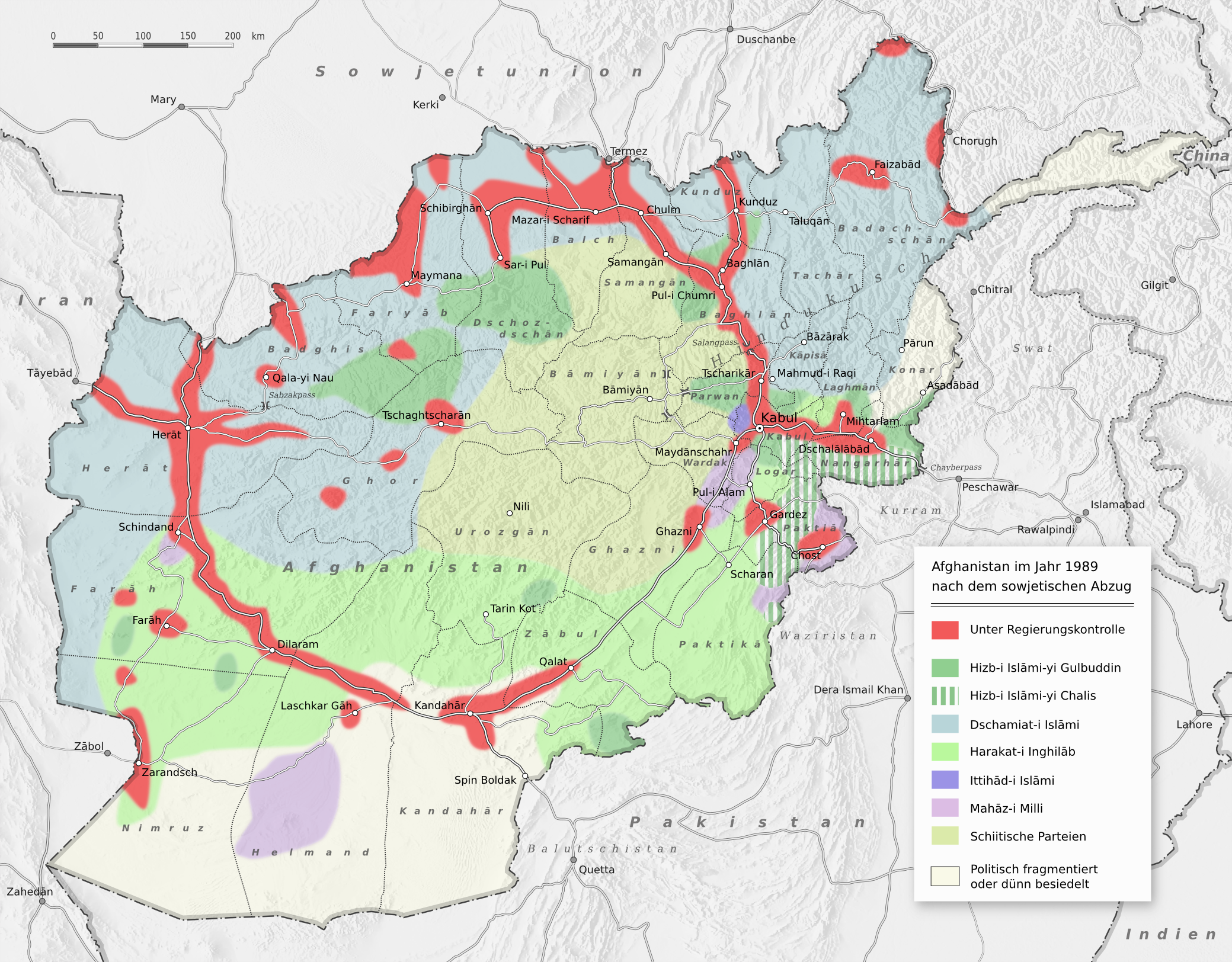
افغانستان در سال ۱۳۶۸. بنفش (ولایت وردک): در کنترل سیاف

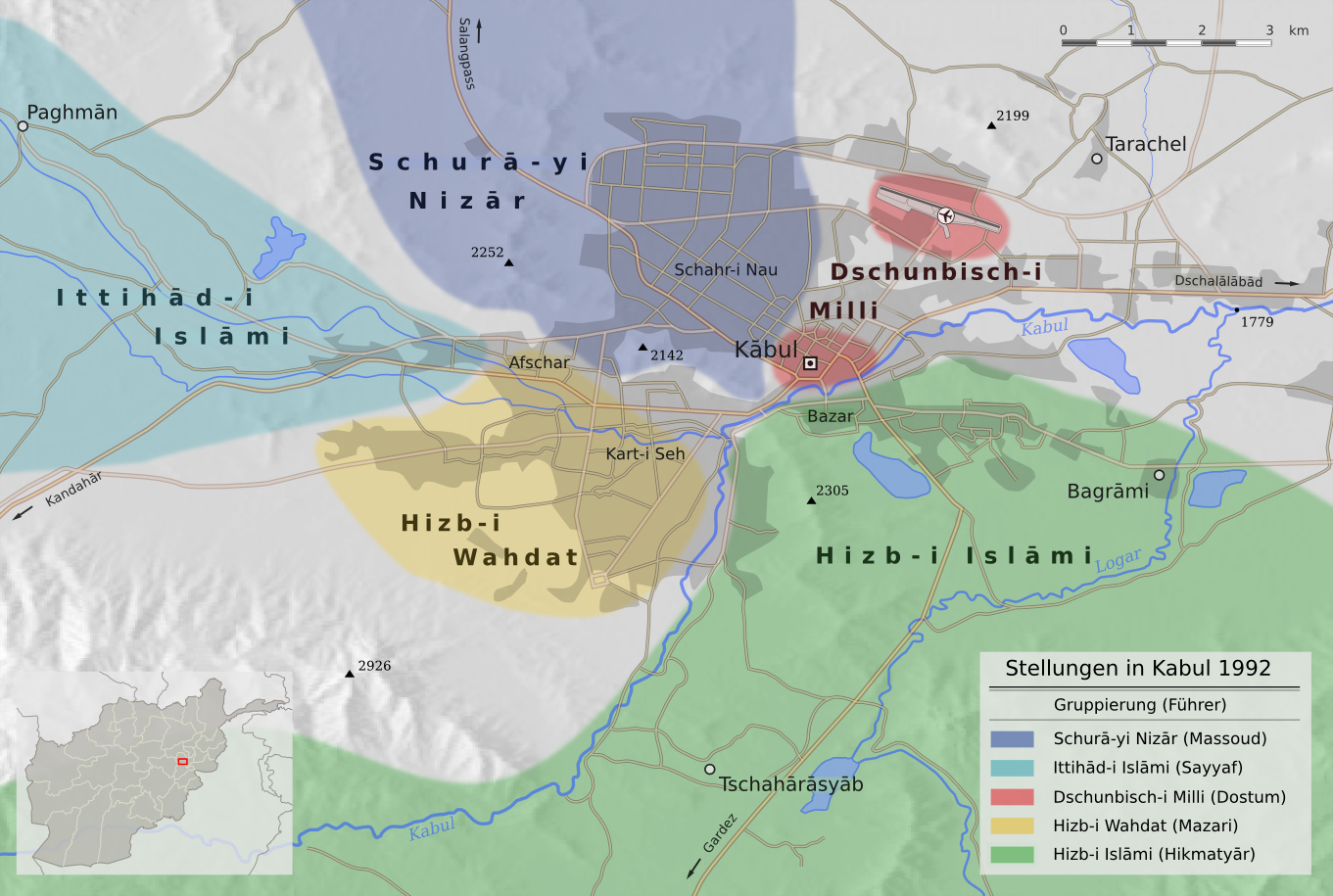
کابل در سال ۱۳۷۱ بنفش: در کنترل سیاف

تنظیم دعوت اسلامی افغانستان یک حزب سیاسی در افغانستان به رهبری عبدالرب رسول سیاف است. این حزب در اوایل دههٔ ۱۹۸۰ با نام اتحاد اسلامی برای آزادی افغانستان با هدف مبارزه با جمهوری دمکراتیک افغانستان و نیروهای ارتش شوروی در این کشور تشکیل شد. این سازمان از جریانات بنیادگرای مجاهدین افغان و پیرو گرایش وهابیت بود.
این سازمان اسلام‌گرای سنی که بیشتر اعضای آن را پشتونها تشکیل می‌دهند، از جریان‌های اصلی مجاهدین افغان در دوران جنگ با شوروی بود و از حمایت پاکستان، ایالات متحدهٔ آمریکا و کشورهای عربی حوزهٔ خلیج فارس به‌ویژه کمک‌های مالی فراوان عربستان سعودی برخوردار بود. پایگاه اصلی این جریان نیز در مناطق شرقی افغانستان بود.
نیروهای اتحاد اسلامی در دوران جنگ داخلی افغانستان که پس از فتح کابل توسط مجاهدین در سال ۱۳۷۱ آغاز شد، درگیر نبرد سنگینی با حزب وحدت اسلامی، متعلق به هزاره‌ها در غرب شهر کابل شدند.
اتحاد اسلامی با وجود شباهت‌های اعتقادی به طالبان حاضر نشد به آنها بپیوندد و در دوران حکومت طالبان به ائتلاف شمال پیوست. آنها پس از سرنگونی طالبان در حکومت جدید شرکت یافته و در سال ۱۳۸۴ خود را با نام تنظیم دعوت اسلامی افغانستان به حیث یک حزب سیاسی ثبت کرده و به عنوان حامی دولت حامد کرزای فعالیت می‌کنند. سیاف رهبر این سازمان در انتخابات ریاست‌جمهوری ۱۳۹۳ افغانستان کاندیدا شد و با حدود ۷ درصد آراء در رتبه چهارم قرار گرفت. وی در این انتخابات محمد اسماعیل خان جنگ‌سالار معروف اهل هرات را نیز به عنوان معاون اول در کنار خود داشت.
اهمیت این حزب بیشتر ناشی از شخصیت رسول سیاف رهبر آن از ابتدا تا به اکنون است که پیروی ایدئولوژی اخوان‌المسلمین و معتقد به برقراری حکومت کاملاً اسلامی است چنان‌که افزودن پسوند اسلامی به نام حکومت کنونی افغانستان با پیشنهاد او در لویه جرگه محقق شد. سیاف و حزب اتحاد در دوران جهاد (شورش علیه حکومت افغانستان و جنگ با شوروی) از مخالفان و دشمنان سرسخت ظاهر شاه و گروه‌های طرفدار غرب و تشیع و مجاهدین شیعه به شمار می‌رفت با این حال در سال ۱۳۸۳ و پس از بازگشت ظاهر شاه به افغانستان از اولین کسانی بود که در استقبال او یک مجلس دعوت شاهانه ترتیب داده و دست او را بوسیده بود. گلبدین حکمتیار نیز از سیاف انتقاد کرده که با وجود ادعاهایش در مورد کافر دانستن شیعیان و تحریم همکاری با کمونیست‌ها در حکومت ائتلافی با آن‌ها (دولت اسلامی افغانستان ۱۳۷۱–۱۳۷۵) شرکت کرده‌است.